# Oxynoemacheilus paucilepis
Oxynoemacheilus paucilepis és una espècie de peix pertanyent a la família dels balitòrids i a l'ordre dels cipriniformes.

## Etimologia
L'epítet paucilepis (de pauci- -pocs- i lepis -escata-) fa referència a la distribució de les escates en el seu cos.

## Descripció
El mascle fa 7 cm de llargària màxima i la femella 6,6. 3 espines i 8-9 radis tous a l'aleta dorsal. 3 espines i 6 radis tous a l'anal. Aletes pectorals amb 1 espina i 10-11 radis tous. Dues espines i 6-7 radis tous a les pelvianes. Aleta caudal forcada. Línia lateral contínua.

## Hàbitat i distribució geogràfica
És un peix d'aigua dolça, demersal i de clima subtropical, el qual viu a Àsia: és un endemisme dels
rierols Mancilik, Cetinkaya i Kalkam (a la capçalera del riu Eufrates) a la província de Sivas (Anatòlia, Turquia). Prefereix els corrents moderadament ràpids i amb substrat de grava.

## Estat de conservació
Aquesta espècie no es va poder trobar a la seua localitat tipus en el rierol Mancilik l'any 2008. No obstant, va ésser redescobert el 2009, i de forma abundant, en una altra secció del mateix rierol. Segons la Unió Internacional per a la Conservació de la Natura, no hi ha accions de conservació per a aquest peix i recomana encaridament desenvolupar-hi un pla de conservació i investigar sobre la seua distribució, tendències poblacionals i amenaces potencials.

## Observacions
És inofensiu per als humans, el seu índex de vulnerabilitat és baix (18 de 100) i les seues principals amenaces són la contaminació de l'aigua i l'extracció d'aigua.